# Cinétract
Les cinétracts (ou ciné-tracts) sont des mini-films non signés, réalisés en France en mai et juin 1968 dans le sillage des évènements de Mai, ainsi que dans les années suivantes de manière irrégulière. Ces courts-métrages militants, presque tous muets, tournés généralement en 16 mm noir et blanc, ont souvent été diffusés hors du circuit commercial : il est donc difficile d'en établir un catalogue exhaustif. La Cinémathèque française en a conservé une quarantaine.
Jean-Luc Godard, Chris Marker et Alain Resnais en ont notamment réalisé plusieurs. Selon Godard dans La Tribune socialiste du 23 janvier 1969, les cinétracts sont le fruit d'une idée de Chris Marker. La productrice Inger Servolin est également citée dans la génèse de cette série, notamment au travers du collectif SLON devenu la société coopérative ISKRA.
Au XXIe siècle, ce genre cinématographique refait son apparition, notamment dans l'œuvre de Jean-Marie Straub ou dans le cadre de luttes sociales,,.